# Diourbelia
Diourbelia is een geslacht van vliesvleugeligen uit de familie Pteromalidae. De wetenschappelijke naam van dit geslacht is voor het eerst geldig gepubliceerd in 1951 door Risbec.

## Soorten
Het geslacht Diourbelia omvat de volgende soorten:
- Diourbelia ambilae Risbec, 1960
- Diourbelia ancylolomiae Risbec, 1951
- Diourbelia diopsisi Risbec, 1956